# Олевська телевежа
Олевська телевежа — телекомунікаційна вежа заввишки 200 м, споруджена у 1989 році в Олевську Житомирської області.

## Характеристика
Висота вежі становить 200 м. Висота над рівнем моря — 180 м. Радіус потужності покриття радіосигналом становить 60 км. Прорахунок для DVB-T2 — 180 м.